# Pterygotus
Pterygotus – rodzaj wymarłych stawonogów klasyfikowanych w obrębie wielkoraków. Występowały od późnego syluru do końca dewonu.
Gatunkiem typowym był P. anglicus.

## Morfologia
Rodzaj był zróżnicowany pod względem rozmiarów. Największy znany gatunek, P. grandidentatus, osiągał długość 1,75 m, podczas gdy najmniejszy, P. kopaninensis, zaledwie 50 cm. Budowa ciała była typowa dla przedstawicieli rodziny Pterygotidae, charakteryzując się opływowym, grzbietobrzusznie spłaszczonym kształtem.